# Kevin Randle
Kevin Douglas Randle (nascido a 4 de Junho de 1949 em Cheyenne, nos EUA) é um  tenente-coronel reformado do Exército norte-americano, que serviu no Vietname como piloto de helicóptero e comandante de aviões. Em 2003, foi destacado para o Iraque como oficial dos serviços secretos. Esteve em serviço activo no Exército e mais tarde na Força Aérea. Foi membro da Guarda Nacional de Iowa no seu destacamento para o Médio Oriente. Reformou-se da Guarda Nacional em 2009.